# Терявяйнен, Теуво
Теуво Хенри Матиас Терявяйнен (фин. Teuvo Henri Matias Teräväinen; 11 сентября 1994, Хельсинки, Финляндия) — финский профессиональный хоккеист выступающий на позиции центрального нападающего за клуб Национальной хоккейной лиги «Чикаго Блэкхокс», обладатель Кубка Стэнли 2015 года в составе «Чикаго Блэкхокс».

## Игровая карьера

### Клубная

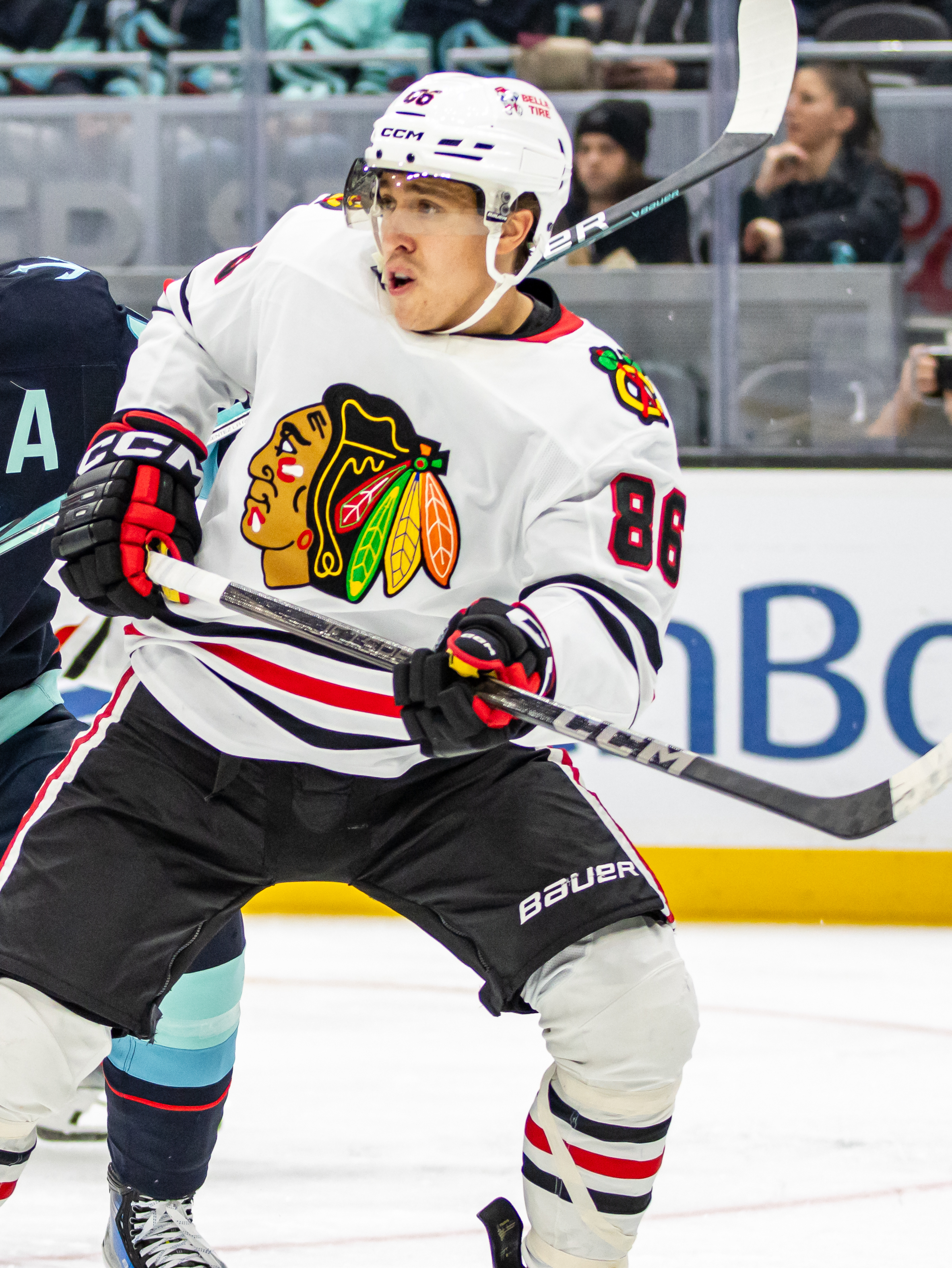
В составе «Блэкхокс» в 2024 году

Воспитанник хоккейной школы клуба «Йокерит», за который выступал до 2014 года и стал бронзовым призёром чемпионата Финляндии в 2012 году. В 2011 году на драфте юниоров КХЛ выбран ярославским «Локомотивом» под общим 11-м номером. На драфте НХЛ 2012 был выбран в 1-м раунде командой «Чикаго Блэкхокс», под общим 18-м номером.
Дебютировал за чикагский клуб 25 марта 2014 года, а свои первые очки в НХЛ набрал 16 января 2015 года, забив гол в ворота «Виннипег Джетс». В плей-офф Кубка Стэнли 2015 провёл 19 игр, в которых набрал 10 (4+6) очков, включая 4 очка в победном финале.
15 июня 2016 года вместе с Брайаном Бикеллом был обменян в «Каролину Харрикейнз» на два выбора на драфте 2016 и 2017 годов.
После окончания контракта новичка 15 июня 2017 года подписал 2-летний контракт с зарплатой $ 2,86 млн в год.
13 ноября 2017 года сделал свой первый хет-трик в НХЛ, забросив три шайбы в ворота «Даллас Старз».
21 января 2019 года продлил контракт с «Каролиной» на 5 лет и на общую сумму $ 27 млн.
В сезоне 2018/19 впервые в карьере набрал более 70 очков в регулярном сезоне НХЛ — 21+55 в 82 матчах.
5 марта 2023 года сделал хет-трик в ворота «Тампы» (6:0). 27 октября 2023 года забросил все три шайбы в матче против «Сан-Хосе Шаркс» (3:0).
1 июля 2024 в качестве свободного агента подписал трёхлетний контракт с «Чикаго Блэкхокс» на сумму $16,2 млн.
12 октября 2024 года набрал 4 очка (2+2) в победном матче против «Эдмонтона» (5:2). Всего в первом сезоне после возвращения в «Чикаго» набрал 58 очков (15+43) в 82 матчах. В сезоне 2024/25 преодолел отметку в 500 очков за карьеру в НХЛ.

### Международная
На международном уровне представляет Финляндию. Участник юниорских чемпионатов мира 2011 и 2012 годов, молодёжных чемпионатов мира 2013 и 2014. Победитель МЧМ-2014.
На чемпионате мира 2018 года набрал 14 очков (5+9) в 8 матчах. Набрал по 4 очка в матчах против Республики Корея (8:1) и Латвии (8:1). Финны заняли первое место в своей группе, но проиграли в 1/4 финала команде Швейцарии (2:3).
15 мая 2025 года на чемпионате мира в Швеции набрал 6 очков (0+6) в матче против Словении (9:1), при чём все 6 передач Терявяйнена были первыми голевыми. 4 шайбы с передач Терявяйнена забросил Ээли Толванен.

## Статистика
| Легенда | Легенда                    | Легенда | Легенда                   | Легенда | Легенда    |
| ------- | -------------------------- | ------- | ------------------------- | ------- | ---------- |
| И       | Количество проведённых игр | Штр     | Штрафное время            | +/−     | Плюс-минус |
| Г       | Голы                       | П       | Голевые передачи          | О       | Очки       |
| -       | Статистика неизвестна      | —       | Статистика не учитывалась |         |            |